# Primeira Liga 2012-13
La Primeira Liga 2012/13 (por razones de patrocinio Liga ZON Sagres) fue la 79.ª edición de la máxima categoría de fútbol en Portugal. Empezó el 19 de agosto de 2012 y terminó el 19 de mayo de 2013. El torneo lo organizó la Liga Portuguesa de Fútbol Profesional (LPFP).
Oporto es el equipo defensor del título, tras ganar la liga en la temporada pasada. Un total de 16 equipos participaron en la competición, incluyendo 14 equipos de la temporada anterior y 2 provenientes de la Liga de Honra 2011/12.

## Equipos participantes
Como es costumbre en la liga portuguesa, 16 equipos disputaron el campeonato. Catorce equipos pertenecientes a la campaña 2011/12 y dos promovidos de la segunda división.
El descenso del UD Leiria a la Liga de Honra 2012/13 se confirmó el 5 de mayo de 2012, finalizando su estadía de tres temporadas seguidas en primera división. Feirense descendió tras caer por 3-1 ante Gil Vicente el 12 de mayo, luego de una temporada en la élite del fútbol portugués, la tercera en su historia.
Estoril (campeón) y Moreirense (subcampeón) ascendieron directamente de la segunda división. Ambos equipos regresan a la máxima categoría tras estar ausentes por siete temporadas, disputando ligas menores.
| Pos. | Descendidos de 1.ª División |
| ---- | --------------------------- |
| 15.º | Feirense                    |
| 16.º | UD Leiria                   |

| Pos. | Ascendidos de 2.ª División |
| ---- | -------------------------- |
| 1.º  | Estoril                    |
| 2.º  | Moreirense                 |

### Información de los equipos
| Equipo            | Ciudad             | Entrenador          | Estadio                               |
| ----------------- | ------------------ | ------------------- | ------------------------------------- |
| Académica         | Coímbra            | Pedro Emanuel       | Ciudad de Coímbra                     |
| Beira-Mar         | Aveiro             | Ulisses Morais      | Municipal de Aveiro                   |
| Benfica           | Lisboa             | Jorge Jesus         | Estádio da Luz                        |
| Braga             | Braga              | José Peseiro        | Municipal de Braga                    |
| Estoril           | Estoril            | Marco Silva         | António Coimbra da Mota               |
| Gil Vicente       | Barcelos           | Paulo Alves         | Cidade de Barcelos                    |
| Marítimo          | Funchal            | Pedro Martins       | Estadio dos Barreiros                 |
| Moreirense        | Moreira de Cónegos | Jorge Casquilha     | Comendador Joaquim de Almeida Freitas |
| Nacional          | Funchal            | Ivo Vieira          | Estádio da Madeira                    |
| Olhanense         | Olhão              | Sérgio Conceição    | José Arcanjo                          |
| Oporto            | Oporto             | Vítor Pereira       | Estádio do Dragão                     |
| Pacos de Ferreira | Paços de Ferreira  | Paulo Fonseca       | Estádio da Mata Real                  |
| Rio Ave           | Vila do Conde      | Nuno Espírito Santo | Estádio do Rio Ave FC                 |
| Sporting          | Lisboa             | Ricardo Sá Pinto    | José Alvalade                         |
| Vitória Guimarães | Guimarães          | Rui Vitória         | Dom Afonso Henriques                  |
| Vitória Setúbal   | Setúbal            | José Mota           | Estadio do Bonfim                     |

## Sistema de competición
La Primeira Liga 2012/13 es una competición organizada por la Liga Portuguesa de Fútbol Profesional (LPFP), una división de la Federación Portuguesa de Fútbol (FPF).
Como en temporadas precedentes, consta de un grupo único integrado por dieciséis clubes de toda la geografía portuguesa. Siguiendo un sistema de liga, los equipos se enfrentan todos contra todos en dos ocasiones —una en campo propio y otra en campo contrario— sumando un total de 30 jornadas. El orden de los encuentros se decide por sorteo antes de empezar la competición.
La clasificación se establece con arreglo a los puntos obtenidos en cada enfrentamiento, a razón de tres por partido ganado, uno por empatado y ninguno en caso de derrota. Si al finalizar el campeonato dos equipos igualasen a puntos, los mecanismos para desempatar la clasificación serían los siguientes:
1. La mayor diferencia entre goles a favor y en contra en los enfrentamientos entre ambos.
2. Si persiste el empate, se tendría en cuenta la diferencia de goles a favor y en contra en todos los encuentros del campeonato.
3. Si aún persiste el empate, se tendría en cuenta el mayor número de goles a favor en todos los encuentros del campeonato.

Si el empate a puntos es entre tres o más clubes, los sucesivos mecanismos de desempate previstos por el reglamento son los siguientes:
1. La mejor puntuación de la que a cada uno corresponda a tenor de los resultados de los partidos jugados entre sí por los clubes implicados.
2. La mayor diferencia de goles a favor y en contra, considerando únicamente los partidos jugados entre sí por los clubes implicados.
3. La mayor diferencia de goles a favor y en contra teniendo en cuenta todos los encuentros del campeonato.
4. El mayor número de goles a favor teniendo en cuenta todos los encuentros del campeonato.

### Efectos de la clasificación
El equipo que más puntos sume al final del campeonato será proclamado campeón de Liga y obtendrá el derecho automático a participar en la fase de grupos de la siguiente edición de la Liga de Campeones de la UEFA, junto con el subcampeón; el tercero, disputará la ronda previa para acceder a la fase de grupos de dicha competición. El cuarto clasificado obtendrá el derecho a participar en la ronda de play-off de la próxima UEFA Europa League y, el quinto, en la tercera eliminatoria de la misma.
Si en la Copa de Portugal el campeón y el subcampeón están clasificados para la Liga de Campeones, el sexto clasificado obtendrá el derecho a jugar la tercera ronda previa de la siguiente edición de la Europa League.
Los dos últimos equipos descenderán directamente a la Segunda Liga. Para reemplazarlos, ascenderán de dicha categoría los dos primeros clasificados.

## Tabla de posiciones
Actualizado el 19 de mayo de 2013.
|                 |    | Equipo               | PJ | PG | PE | PP | GF | GC | DG  | PTS |
| --------------- | -- | -------------------- | -- | -- | -- | -- | -- | -- | --- | --- |
| Clasificó a UCL | 1  | Porto                | 30 | 24 | 6  | 0  | 70 | 14 | +56 | 78  |
| Clasificó a UCL | 2  | Benfica              | 30 | 24 | 5  | 1  | 77 | 20 | +57 | 77  |
| Clasificó a UCL | 3  | Paços de Ferreira    | 30 | 14 | 12 | 4  | 42 | 29 | +13 | 54  |
| Clasificó a UEL | 4  | Sporting Braga       | 30 | 16 | 4  | 10 | 60 | 44 | +16 | 52  |
| Clasificó a UEL | 5  | Estoril Praia        | 30 | 13 | 6  | 11 | 47 | 37 | +10 | 45  |
|                 | 6  | Rio Ave              | 30 | 12 | 6  | 12 | 35 | 42 | -7  | 42  |
|                 | 7  | Sporting de Portugal | 30 | 11 | 9  | 10 | 36 | 36 | 0   | 42  |
|                 | 8  | Nacional             | 30 | 11 | 7  | 12 | 45 | 51 | -6  | 40  |
| Clasificó a UEL | 9  | Vitória Guimarães    | 30 | 11 | 7  | 12 | 36 | 47 | -11 | 40  |
|                 | 10 | Marítimo             | 30 | 9  | 11 | 10 | 34 | 45 | -11 | 38  |
|                 | 11 | Académica de Coimbra | 30 | 6  | 10 | 14 | 33 | 45 | -12 | 28  |
|                 | 12 | Vitória Setúbal      | 30 | 7  | 5  | 18 | 30 | 55 | -25 | 26  |
|                 | 13 | Gil Vicente          | 30 | 6  | 7  | 17 | 31 | 54 | -23 | 25  |
|                 | 14 | Olhanense            | 30 | 5  | 10 | 15 | 26 | 42 | -16 | 25  |
| Descendió       | 15 | Moreirense           | 30 | 5  | 9  | 16 | 30 | 51 | -21 | 24  |
| Descendió       | 16 | Beira-Mar            | 30 | 5  | 8  | 17 | 35 | 55 | -20 | 23  |

|  | Clasificado para la Fase de grupos de la Liga de Campeones de la UEFA.                                        |
|  | Clasificado para la Cuarta ronda previa (play-off) de la Liga de Campeones de la UEFA.                        |
|  | Clasificado para la Fase de grupos de la Liga Europea de la UEFA 2013-14 como campeón de la Copa de Portugal. |
|  | Clasificado para la Cuarta ronda previa (play-off) de la Liga Europea de la UEFA.                             |
|  | Clasificado para la Tercera ronda previa de la Liga Europea de la UEFA.                                       |
|  | Descendido a la Segunda Liga.                                                                                 |

## Resultados
|                   | Acá  | Bei  | Ben  | Bra  | Est  | Gil  | Mar  | Mor  | Nac  | Olh  | Paç  | Por  | Rio  | Spo  | VGu  | VSe  |
| ----------------- | ---- | ---- | ---- | ---- | ---- | ---- | ---- | ---- | ---- | ---- | ---- | ---- | ---- | ---- | ---- | ---- |
| Académica         | –––– | 3-1  | 2-2  | 1-4  | 0-2  | 2-2  | 2-3  | 1-0  | 2-1  | 1-1  | 1-1  | 0-3  | 1-2  | 1-1  | 1-2  | 4-2  |
| Beira-Mar         | 3-3  | –––– | 0-1  | 3-3  | 0-1  | 1-0  | 4-2  | 1-1  | 2-2  | 0-1  | 0-2  | 0-2  | 3-1  | 1-4  | 2-2  | 1-1  |
| Benfica           | 1-0  | 2-1  | –––– | 2-2  | 1-1  | 5-0  | 4-1  | 3-1  | 3-0  | 2-0  | 3-0  | 2-2  | 6-1  | 2-0  | 3-0  | 3-0  |
| Braga             | 1-0  | 3-1  | 1-2  | –––– | 3-0  | 3-1  | 2-0  | 1-0  | 1-3  | 4-4  | 2-3  | 0-2  | 4-1  | 2-3  | 3-2  | 4-1  |
| Estoril Praia     | 2-0  | 2-1  | 1-3  | 2-1  | –––– | 1-2  | 3-1  | 2-0  | 4-0  | 3-3  | 1-1  | 1-2  | 1-3  | 3-1  | 2-0  | 3-0  |
| Gil Vicente       | 2-1  | 1-2  | 0-3  | 1-3  | 1-3  | –––– | 4-2  | 4-3  | 1-2  | 2-0  | 0-1  | 0-0  | 0-1  | 2-3  | 0-0  | 0-0  |
| Marítimo          | 0-2  | 1-1  | 1-2  | 0-2  | 2-1  | 0-0  | –––– | 1-1  | 2-0  | 1-0  | 1-1  | 1-1  | 1-1  | 1-1  | 1-0  | 1-1  |
| Moreirense        | 2-2  | 3-0  | 0-2  | 2-3  | 1-1  | 0-0  | 0-1  | –––– | 3-1  | 1-1  | 0-5  | 0-3  | 0-1  | 2-2  | 0-1  | 2-1  |
| Nacional          | 2-1  | 2-4  | 2-2  | 3-2  | 1-0  | 0-1  | 1-1  | 1-2  | –––– | 3-1  | 3-3  | 1-3  | 1-1  | 1-1  | 2-1  | 2-2  |
| Olhanense         | 0-0  | 1-0  | 0-2  | 0-1  | 2-1  | 2-2  | 0-0  | 2-2  | 1-2  | –––– | 1-2  | 2-3  | 1-0  | 0-2  | 1-2  | 0-1  |
| Paços de Ferreira | 1-0  | 1-1  | 1-2  | 2-0  | 1-0  | 3-2  | 2-2  | 1-1  | 1-1  | 0-0  | –––– | 2-1  | 1-0  | 2-1  | 2-0  | 0-2  |
| Porto             | 2-1  | 4-0  | 2-1  | 3-1  | 2-0  | 5-0  | 5-0  | 1-0  | 1-0  | 1-1  | 2-0  | –––– | 2-1  | 2-0  | 4-0  | 2-0  |
| Rio Ave           | 0-0  | 2-1  | 0-1  | 1-1  | 0-2  | 2-1  | 0-1  | 0-1  | 2-1  | 0-1  | 0-0  | 2-2  | –––– | 2-1  | 1-3  | 2-1  |
| Sporting CP       | 0-0  | 1-0  | 1-3  | 1-0  | 2-2  | 2-1  | 0-1  | 3-2  | 2-1  | 1-0  | 0-1  | 0-0  | 0-1  | –––– | 1-1  | 2-1  |
| Vitória Guimarães | 2-0  | 2-1  | 0-4  | 0-2  | 2-2  | 3-1  | 1-1  | 1-0  | 1-3  | 2-0  | 2-2  | 0-4  | 0-1  | 0-0  | –––– | 2-1  |
| Vitória Setúbal   | 0-1  | 1-0  | 0-5  | 0-1  | 1-0  | 1-0  | 2-4  | 5-0  | 0-2  | 1-0  | 0-0  | 0-3  | 3-5  | 2-1  | 2-3  | –––– |

## Goleadores
| Jackson Martínez                         | Porto                | 26 |
| Rodrigo Lima                             | Benfica              | 20 |
| Óscar Cardozo                            | Benfica              | 17 |
| Ricky van Wolfswinkel                    | Sporting Portugal    | 14 |
| Albert Meyong                            | Vitória de Setúbal   | 13 |
| Éder                                     | Sporting Braga       | 13 |
| Edinho                                   | Académica de Coimbra | 13 |
| Nabil Ghilas                             | Moreirense           | 13 |
| Última actualización: 19 de mayo de 2013 |                      |    |

## Campeón
|                                |
| Campeón F. C. Porto 27° título |